# Estuna landskommun
Estuna landskommun var en tidigare kommun i Stockholms län.

## Administrativ historik
Landskommunen bildades 1863 ur Estuna socken i Lyhundra härad i Uppland. Vid kommunreformen 1952 uppgick denna landskommun i Lyhundra landskommun som 1971 uppgick i Norrtälje kommun.

## Politik

### Mandatfördelning i Estuna landskommun 1942-1946
| 4 | 12 |

| 15 |

| 3 | 13 |

| 16 |